# Cytaea argentosa
Cytaea argentosa là một loài nhện trong họ Salticidae.
Loài này thuộc chi Cytaea. Cytaea argentosa được Tord Tamerlan Teodor Thorell miêu tả năm 1881.